# 최고의 연애
《최고의 연애》는 대한민국의 락 아티스트 전기뱀장어 (밴드)의 정규 1집 음반이다. 2012년 10월 12일 온라인, 10월 18일 오프라인으로 발매되었으며, 자우림의 멤버, 기타리스트 이선규와 베이시스트 김진만이 각각 프로듀싱/믹싱을 맡아 앨범의 완성도를 더했다. "2012년 11월 1주 네이버 '이주의 발견 - 국내' 앨범"에 선정되었다. 13번 트랙 <수중분만>은 음반을 통해서만 만나볼 수 있는 온라인 미공개곡이다.

## 수록곡
| #   | 제목               | 작사              | 재생 시간 |
| --- | ------------------ | ----------------- | --------- |
| 1.  | 〈화살표〉         | 전기뱀장어 (밴드) | 3:00      |
| 2.  | 〈송곳니〉         | 전기뱀장어 (밴드) | 3:51      |
| 3.  | 〈질투〉           | 전기뱀장어 (밴드) | 3:59      |
| 4.  | 〈별똥별〉         | 전기뱀장어 (밴드) | 3:49      |
| 5.  | 〈거친 참치들〉    | 전기뱀장어 (밴드) | 4:44      |
| 6.  | 〈스테이크〉       | 전기뱀장어 (밴드) | 3:27      |
| 7.  | 〈그녀의 모든 것〉 | 전기뱀장어 (밴드) | 3:58      |
| 8.  | 〈최신유행〉       | 전기뱀장어 (밴드) | 3:30      |
| 9.  | 〈704호〉          | 전기뱀장어 (밴드) | 2:42      |
| 10. | 〈최고의 연애〉    | 전기뱀장어 (밴드) | 5:10      |
| 11. | 〈프레디〉         | 전기뱀장어 (밴드) | 2:18      |
| 12. | 〈저녁의 노래〉    | 전기뱀장어 (밴드) | 6:47      |
| 13. | 〈수중분만〉       | 전기뱀장어 (밴드) | 6:56      |